# Mi ciudad
Mi ciudad es el segundo disco en estudio de la banda española de Heavy metal Saratoga, publicado en 1997. La canción homónima fue editada en solitario como sencillo en el mismo año.

## Canciones
- 01. Intro - 0:40
- 02. Mi Ciudad - 4:44
- 03. Basta - 3:01
- 04. Luz De Neón - 3:20
- 05. El Espejo - 3:40
- 06. Por La Puerta De Atrás - 4:12
- 07. Rojo Fuego - 4:25
- 08. El Viejo Vagón - 3:06
- 09. Sueños - 3:40
- 10. Balas De Odio - 3:02
- 11. Lejos De Ti - 4:50
- 12. Salvaje - 3:26
- 13. Uno Del Montón - 4:16
- 14. Perro Traidor - 4:25

## Formación
- Gabriel Boente: Voz
- Jero Ramiro: Guitarras
- Niko del Hierro: Bajo y coros
- Joaquín Arellano: Batería y coros

- Datos: Q6012408